# داو سیتی (آیووا)
داو سیتی (به انگلیسی: Dow City) شهری در ایالت آیووا کشور ایالات متحده آمریکا است که جمعیت آن در سرشماری سال ۲۰۱۰ میلادی، ۵۱۰ نفر بوده‌است.